# Эргашев, Ботирали Хайдаралиевич
Ботирали Хайдаралиевич Эргашев (узб. Botirali Xaydaraliyevich Ergashev, Botirali Xaydarali oʻgʻli Ergashev; род. 23 июня 1995, Пап, Наманганская область) — узбекистанский футболист, вратарь «Нефтчи» и национальной сборной Узбекистана.

## Карьера
Играл за молодёжную команду ташкентского «Пахтакора». Сыграл шесть матчей за молодёжную сборную Узбекистана до 20 лет, до сегодняшнего времени сыграл 11 матчей за молодёжную (олимпийскую) сборную Узбекистана до 23 лет. Победитель молодёжного Чемпионата Азии 2018. В марте 2018 года был вызван в национальную сборную Узбекистана для участия в товарищеских матчах против сборных Сенегала и Марокко.

## Статистика
| № | Дата            | Оппонент    | Счёт | МП | Соревнование          |
| - | --------------- | ----------- | ---- | -- | --------------------- |
| 1 | 19 мая 2018     | Иран        | 0:1  | 1  | Товарищеский матч     |
| 2 | 17 июня 2023    | Таджикистан | 5:1  | 1  | Кубок наций ФАЦА 2023 |
| 3 | 13 октября 2023 | Вьетнам     | 2:0  | —  | Товарищеский матч     |

Итого: сыграно матчей: 3 / пропущено мячей: 2; победы: 2, ничьи: 0, поражения: 1.

## Достижения
- Узбекистон ифтихори (6 июня 2025 года) — за большой вклад в развитие и широкую популяризацию спорта в нашей стране, утверждение здорового образа жизни в обществе, проявленные истинное мужество и стойкость, образец высокого профессионализма и целеустремленности в отборочных турнирах среди сильнейших команд Азии по футболу и впервые в истории нашей Родины завоевание путёвки на чемпионат мира, ставшее большой победой, активное участие в деле приумножения славы Нового Узбекистана в мировом масштабе, воспитания молодого поколения в духе любви к Родине, национальной гордости и патриотизма[4]